# Type 4 (lanciarazzi 400 mm)
Il mortaio lanciarazzi da 40 cm Type 4 (四式四〇糎噴進?, Yonshiki yonjyu-senchi funshinho) era un lanciarazzi d'artiglieria calibro 400 mm, usato dall'Esercito imperiale giapponese nelle ultime fasi della seconda guerra mondiale. Il nome era dovuto all'anno di adozione da parte dell'Esercito imperiale, anno imperiale 2604, corrispondente al 1944 del calendario gregoriano.

## Descrizione
Il mortaio lanciarazzi Type 4 fu sviluppato dall'ufficio tecnico dell'esercito imperiale nelle ultime fasi della seconda guerra mondiale per fornire un'arma economica, facile e rapida da produrre, con una buona precisione dovuta ai proietti girostabilizzati. Le prime unità vennero dispiegate nel 1943 e furono impiegate con successo in combattimento durante la battaglia di Iwo Jima e quella di Okinawa. Grazie all'alta mobilità ed al basso costo il prezzo fu prodotto in grandi numeri e distribuito in arsenali segreti su tutto il territorio metropolitano giapponese come ultima risorsa nel caso della prevista invasione alleata.
Diversamente dal razzo Type 4 da 20 cm, che in caso di necessità poteva essere lanciato da normali tubi o condutture di sufficiente diametro, da guide in legno o direttamente da un pendio nel terreno, il Type 4 da 40 cm richiedeva una rotaia di lancio specificatamente progettata.